# Jean Sibelius

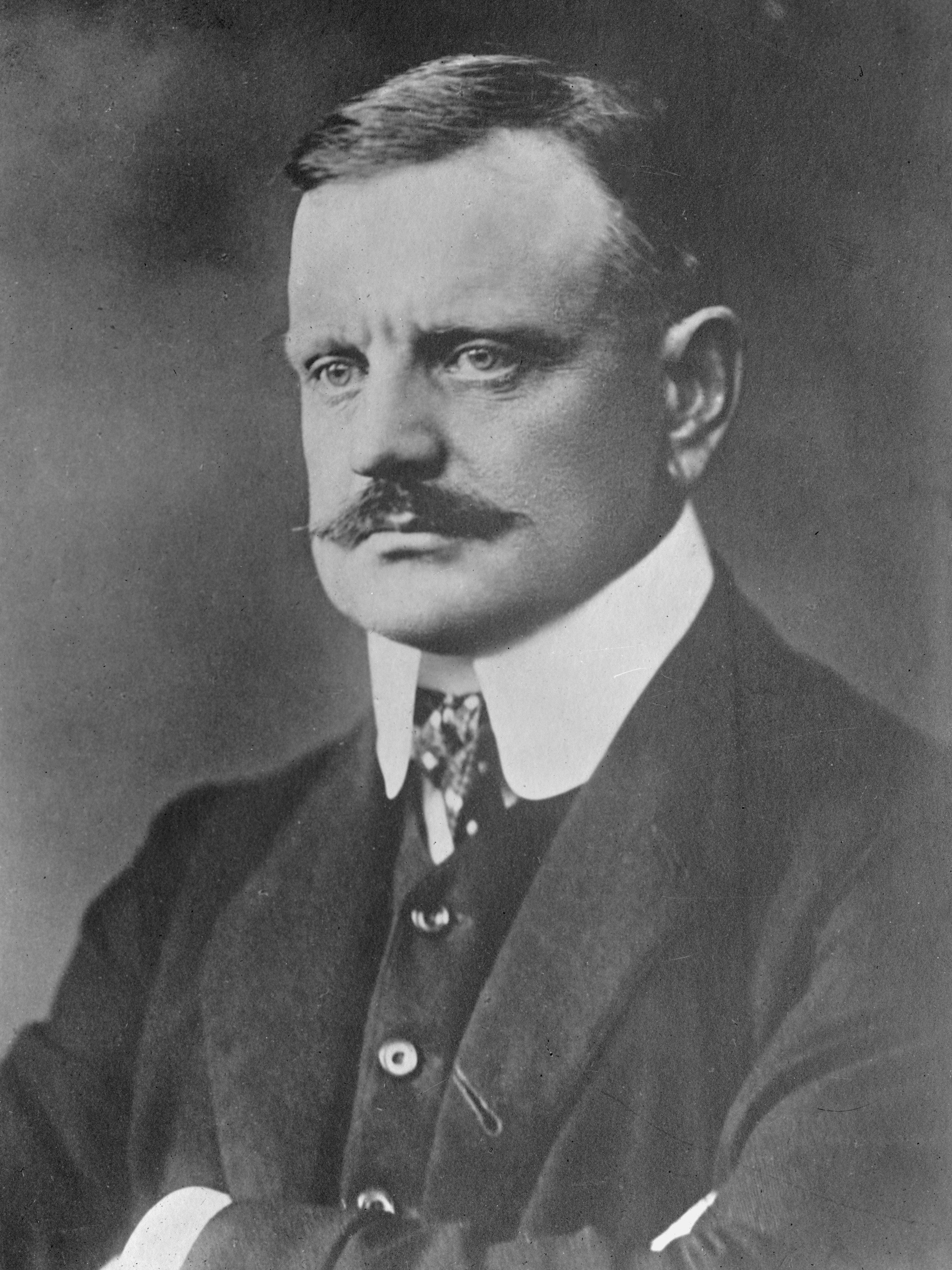
Jean Sibelius, 1913

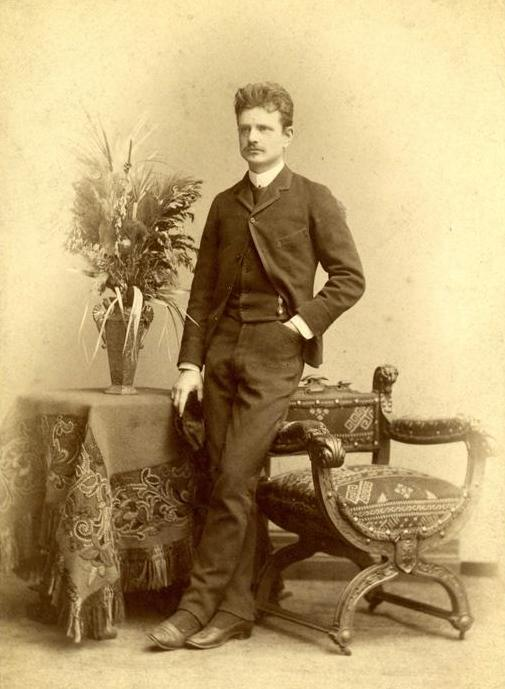
Sibelius in Berlin, 1889. Fotografie: Albert Grundner

Johan Julius Christian („Jean“) Sibelius (* 8. Dezember 1865 in Hämeenlinna; Großfürstentum Finnland; Russisches Reich; † 20. September 1957 in Järvenpää bei Helsinki, Republik Finnland), auch genannt Janne Sibelius, war ein finnischer Komponist am Übergang von der Spätromantik zur Moderne.

## Leben

### Herkunft

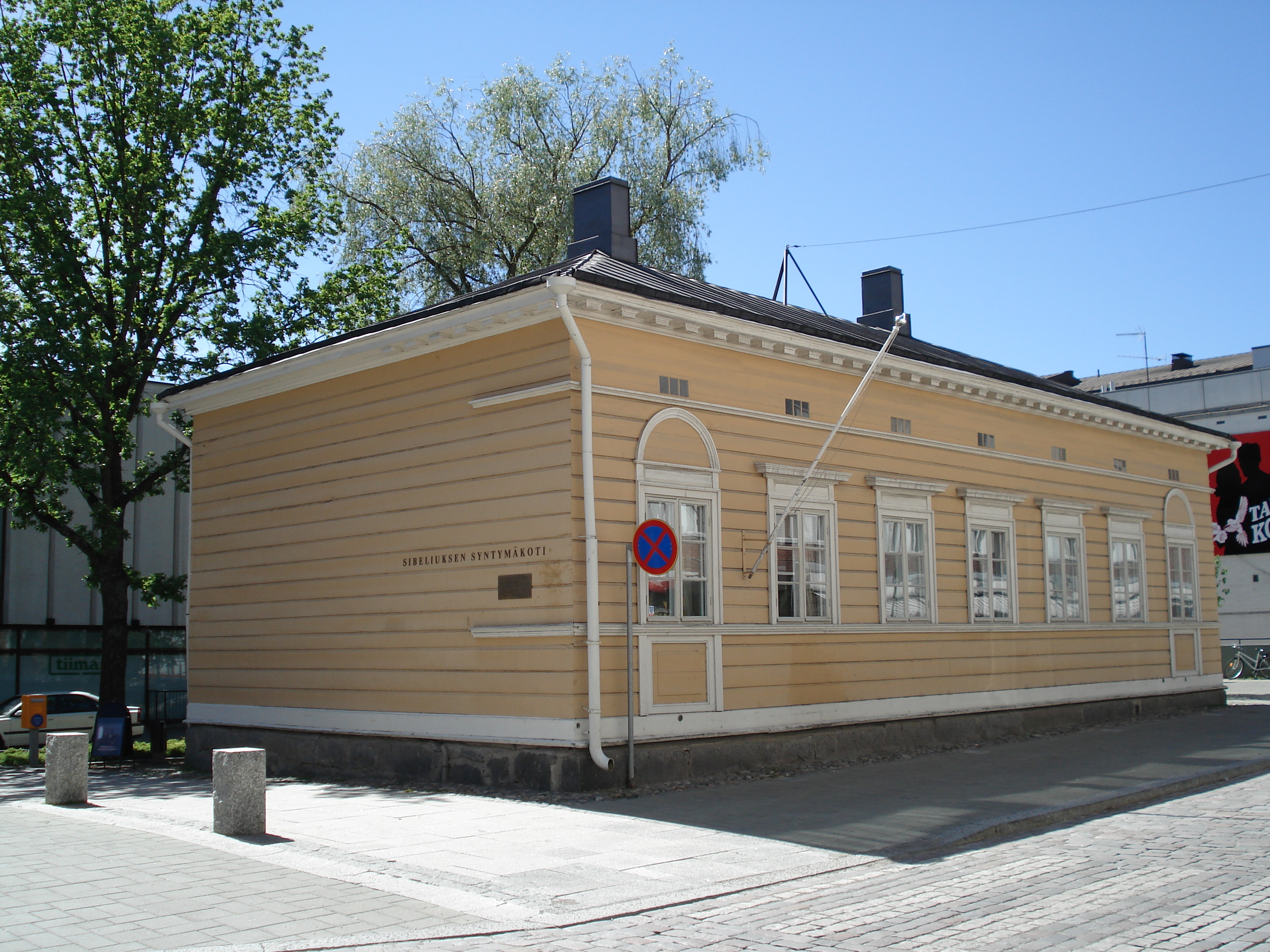
Geburtshaus von Jean Sibelius

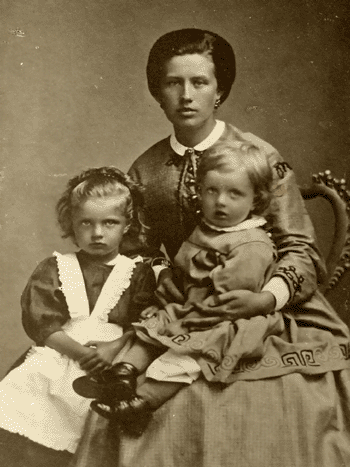
Mutter Maria Charlotta, mit den Kindern, Linda und Janne (Jean) Sibelius (1867)

Jean Sibelius wurde 1865 in Hämeenlinna (schwedisch Tavastehus) als Sohn von Christian Gustaf Sibelius und dessen Frau Maria Charlotte, geborene Borg, in eine finnlandschwedische Familie geboren.
Christian Gustaf Sibelius war nach einem Medizinstudium in Helsinki (schwedisch Helsingfors) Arzt von Beruf. Er hatte eine vielbeachtete Dissertation zu gynäkologischen Fachfragen geschrieben und wurde dann Militärarzt in Hämeenlinna. Er war für sein Spiel auf dem Klavier und der Gitarre sowie für seinen Gesang von Carl Michael Bellmans Bänkelliedern allgemein bekannt. Durch Jagd und Kartenspiel sowie den Konsum von Cognac, Sherry und Zigarren war er stets verschuldet, so dass seine Witwe Maria Sibelius Konkurs anmelden musste, als er 1868 im Alter von 47 Jahren starb.
Unter Maria Borgs Vorfahren finden sich zahlreiche Akademiker, Pfarrer und Staatsbedienstete. Wie Jean Sibelius selbst neigte auch sie zur Schwermut, fand aber im Gegensatz zu ihrem Sohn Rückhalt im Glauben. Lange Zeit ließ sie sich von Jean Sibelius ausschließlich mit ihrem Vornamen anreden.
Sibelius’ Bruder Christian („Kitty“) Sibelius wurde Psychiater. Schwester Linda entwickelte ab dem Alter von 40 Jahren manisch-depressive Züge und musste in Nervenheilanstalten behandelt werden.
Sowohl in der Familie Sibelius als auch in der Familie Borg fanden sich zahlreiche Musiker wie ein aus dem Brandenburgischen stammender Trompeter aus dem 17. Jahrhundert, der mit den finnischen Komponisten Ernst Fabritius und Ernst Mielck verwandt war. Ferner gab es Verwandtschaftsbeziehungen zu Axel Gabriel Ingelius, dem Basssänger Kim Borg und der Sopranistin Aino Ackté und zu Sibelius’ späterem Lehrer Martin Wegelius.

### Schulzeit
Als Kind wurde Sibelius zuhause und in der Schule Janne gerufen. Er wuchs ab 1868, als der Vater starb, als Halbwaise auf. Seinen späteren Vornamen Jean verdankte er indirekt seinem Onkel: Der Schiffskapitän Johan Sibelius war 1864 auf einer Atlantikfahrt an Gelbfieber gestorben und innerhalb der Familie eine legendäre Gestalt. Der junge Komponist fand später im Nachlass seines Onkels einen „Packen Visitenkarten, auf denen dessen Vorname nach damaliger, unter Handelsschiffern üblicher Sitte auf Französisch geschrieben war: Jean Sibelius. Diese Visitenkarten nahm zwei Jahrzehnte später sein Neffe in Gebrauch, als er dabei war, seine Künstlerlaufbahn anzutreten.“
Nach dem Tod von Christian Gustaf Sibelius zog Maria Sibelius mit ihren zwei Kindern – das dritte war unterwegs – zu ihrer Mutter, einer Propstwitwe, und deren Ehemann Pehr Borg. In der Schule zeigte Sibelius nur mäßigen Einsatz. Umso mehr Interesse entwickelte er für die Violine, als er auf der von seinem Onkel Pehr Borg geschenkten Jakob-Stainer-Geige spielte. Eine Karriere als Violinsolist kam jedoch nicht mehr in Frage, da Sibelius erst mit 14 Jahren begonnen hatte, ernsthaft das Violinspiel zu erlernen.
Erste Klavierstunden bekam Sibelius von seiner Mutter und später von seiner Tante. Letztere hatte die unangenehme Angewohnheit, Fehler im Klavierspiel durch Schläge mit ihren Stricknadeln auf die Hände zu bestrafen. Bereits in seiner Schulzeit komponierte Sibelius erste Jugendwerke, die er aber zunächst in Schränken und Truhen versteckte. Sie tauchten erst hundert Jahre später auf und kamen im Jahr 1982 in die Universitätsbibliothek Helsinki. In dieser Zeit gründete Sibelius mit Freunden ein Kinderorchester, spielte im Schulorchester, schrieb mit 16 Jahren seine erste datierbare Komposition Luftschlösser und studierte die Lehre der musikalischen Composition von Adolph Bernhard Marx. Sein bis dahin ambitioniertestes Werk war das Klavierquartett d-Moll von August 1884.

### Studium

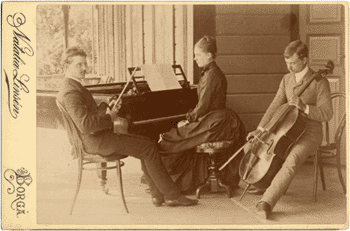
Trio der Geschwister Sibelius (um 1890)

Nach seinem Abitur im Jahr 1885 begann Sibelius ein Jurastudium in Helsinki, besuchte aber gleichzeitig das drei Jahre zuvor von Martin Wegelius gegründete Musikinstitut von Helsinki. Sibelius studierte u. a. bei dem deutschstämmigen Musikprofessor, Komponisten und Sammler finnischer Volkslieder Richard Faltin und vor allem bei dem in Deutschland ausgebildeten Martin Wegelius. Daneben hatte er dort 1886/87 Violinunterricht bei Hermann Csillag. Zwischen Sibelius und Wegelius entwickelte sich eine Freundschaft. Während Wegelius überzeugter Anhänger von Richard Wagner war, zeigte sich Sibelius von dessen Musik unbeeindruckt. Auch von Johannes Brahms zeigte sich Sibelius unbeeindruckt und entwickelte von Anfang an seinen eigenen Stil.

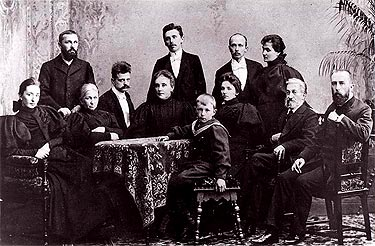
Familie Järnefelt mit Jean Sibelius (1896)

Nach seinem Studium zog Sibelius in den Kurort Loviisa, in dem er zehn Jahre zuvor während der Sommerfrische mit Bruder Christian und Schwester Linda ein Trio gegründet hatte. Privat befreundete er sich mit dem italienischen Komponisten Ferruccio Busoni, der ihn in die „Leskoviter“, eine Gruppe junger Künstler, einführte. Die „Leskoviter“ gingen in der Nachfolgegruppe „Symposium“ auf und lösten sich bis zum Jahr 1898 auf. Der Alkoholkonsum bei den Zusammenkünften sollte Sibelius’ Hang zum Alkohol mitprägen.
Zu dieser Gruppe gehörten auch der Schriftsteller Arvid Järnefelt und dessen Bruder, der Komponist Armas Järnefelt. Zu dieser Zeit begann Sibelius, sich „Jean“ zu nennen. Über die Järnefelts lernte Sibelius deren Schwester Aino, die später seine Ehefrau werden sollte, sowie den Schriftsteller Juhani Aho kennen, der Sibelius’ Interesse an Finnland weckte.

### Studien in Berlin und Wien

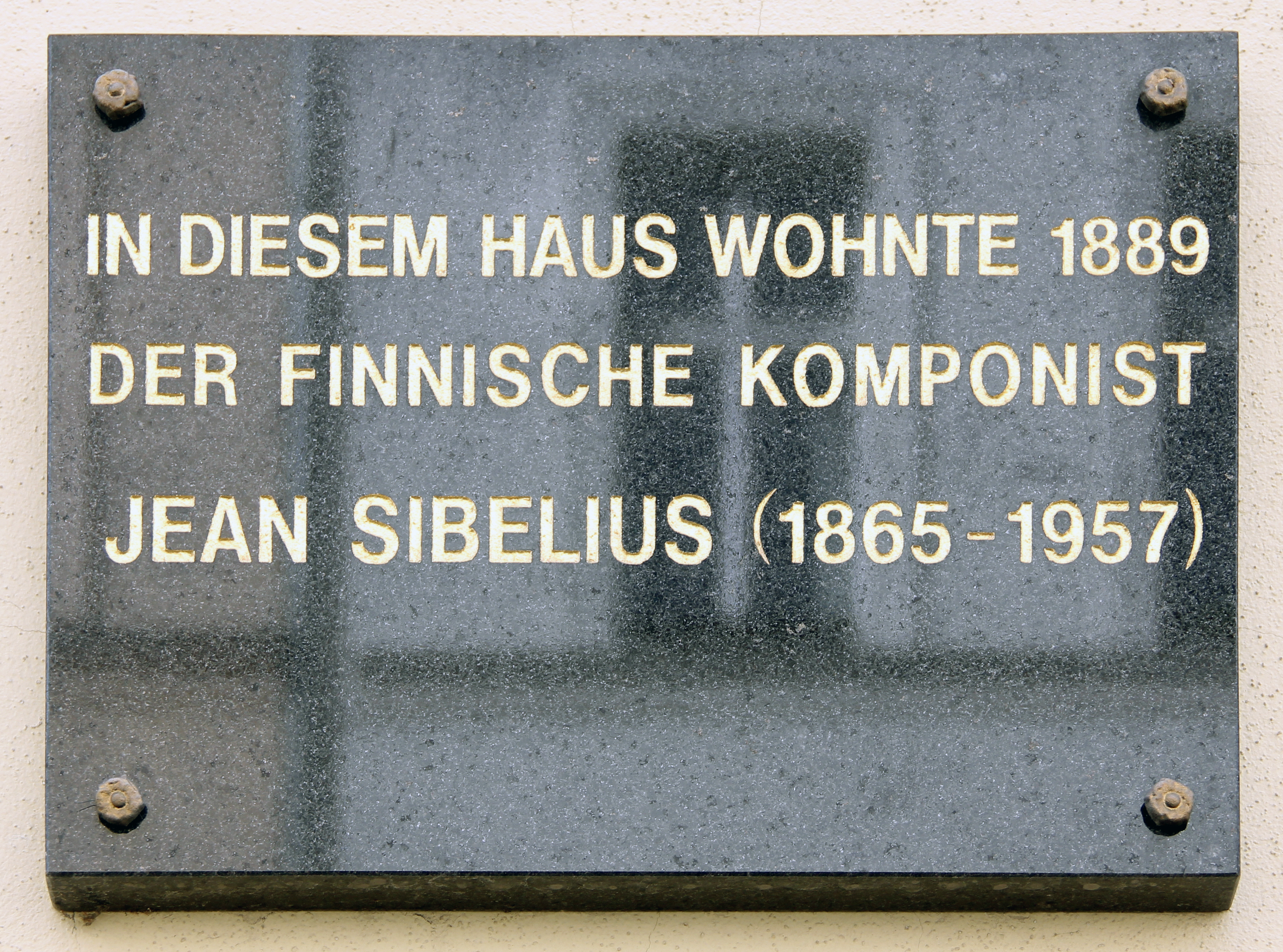
Gedenktafel am Haus Marienstraße 4 in Berlin-Mitte

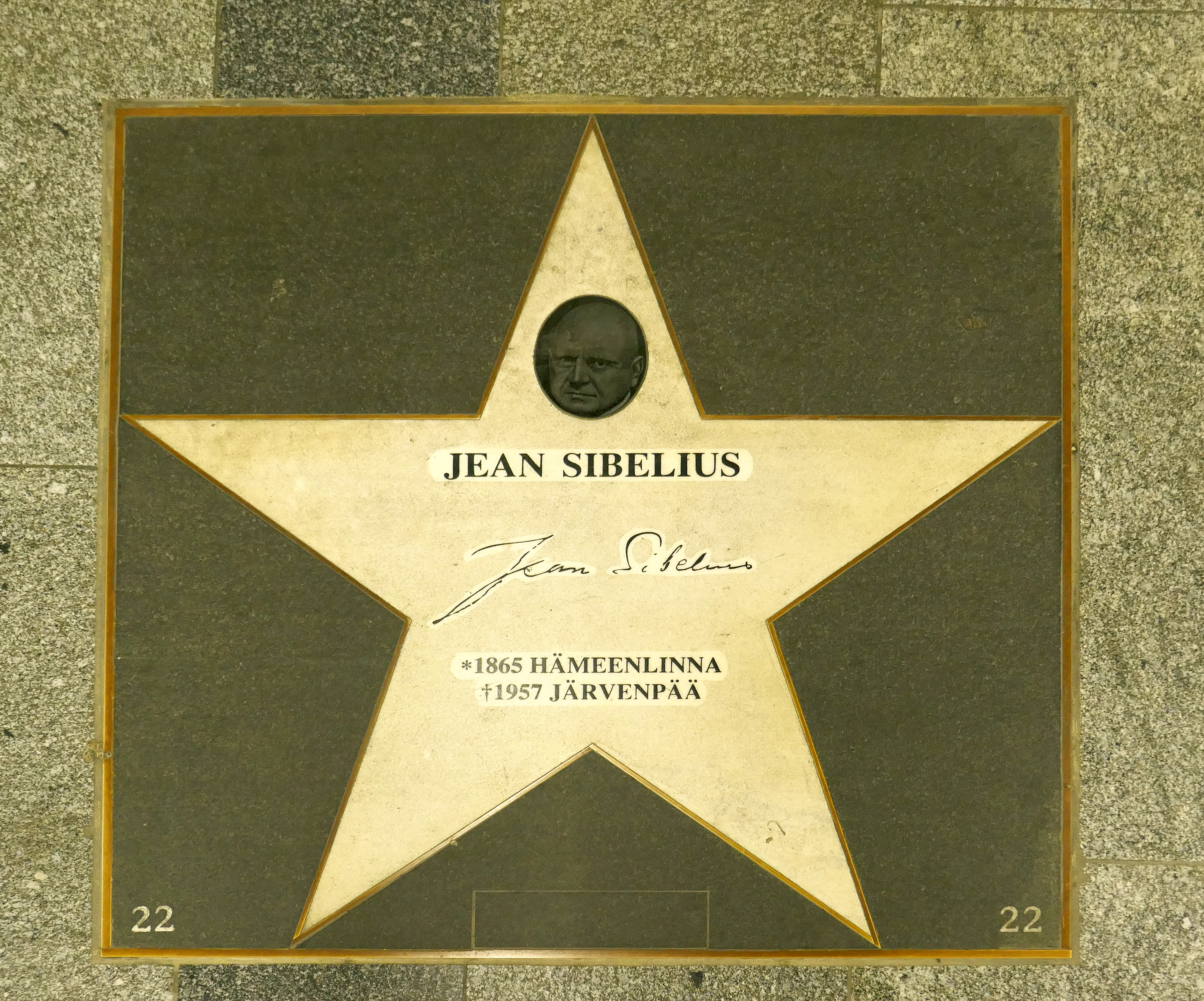
Musik Meile Wien

Von 1889 bis 1890 studierte Sibelius in Berlin bei Albert Becker, zu dem Wegelius ihn geschickt hatte, und vom 25. Oktober 1890 bis 8. Juni 1891 in Wien bei Karl Goldmark und Robert Fuchs; zeitlebens wichtig blieb die Bruckner-Rezeption der Wiener Jahre.
In Berlin zeigte Sibelius sich beeindruckt von der Atmosphäre der Großstadt. Beckers Lehrmethoden waren ihm zu antiquiert, jedoch prägten die Berliner Aufführungen der Sinfonien Ludwig van Beethovens unter dem Dirigenten Hans von Bülow Sibelius als Sinfoniker. Ausgelaugt und durch seinen Lebensstil in Berlin verarmt, kehrte Sibelius nach Hause zurück, wo er von Aino Järnefelt bereits sehnsüchtig erwartet wurde. Nach einer Zeit der Unsicherheit verlobte er sich erst im Sommer 1890 mit ihr. Obwohl von Juhani Aho umworben, hatte Aino sich sofort für Sibelius entschieden.
Nachdem in Wien Johannes Brahms keine Schüler mehr annahm und Anton Bruckner kurz zuvor aus dem akademischen Lehrbetrieb ausgeschieden war, nahm Sibelius Unterricht bei Karl Goldmark. Dieser hatte jedoch nur Zeit für wenige oberflächliche Unterrichtsstunden. Daher nahm Sibelius zusätzlichen Unterricht bei Robert Fuchs. Doch wie bereits in Berlin blieb Sibelius auch hier von seinen Lehrern stilistisch unbeeinflusst. In dieser Zeit setzte er sich mit Richard Wagner und Anton Bruckner sowie der Art und Weise auseinander, Werke in deren Dimensionen zu komponieren.
Auf privater Ebene meinte Sibelius, einen Grund zur Eifersucht zu haben, als Aino ihm den frisch erschienenen Roman Yksin („Einsam“, 1890; dt. als Junggesellenliebe und andere Novellen, ca. 1913) von Juhani Ano schenkte, in dem dieser seine glücklose Beziehung zu Aino verarbeitete. Im Salon der Wiener Sopranistin Pauline Lucca stürzte sich der frisch Verlobte in eine abenteuerliche Affäre. Hinzu kam Ende April ein aus einem nicht näher bekannten Grund nötig gewordener dreiwöchiger Aufenthalt in einer exklusiven Heilanstalt; Sibelius’ eigene diesbezügliche Aussagen schwanken zwischen „Eierstockentzündung“, „Magentumor“ und „Nierenstein“. In dieser Zeit las er Gottfried Kellers Der grüne Heinrich.
Seine moralische Krise in Bezug auf sein schlechtes Gewissen gegenüber seiner Verlobten Aino einerseits und andererseits seine künstlerische Krise in Bezug auf seine Auseinandersetzung mit Richard Wagner, Anton Bruckner und auch Ludwig van Beethoven führten dazu, dass er sich der finnischen Musik als Inspirationsquelle zuwandte. Während seiner Spaziergänge in den Wäldern von Wien kam Sibelius der erste Einfall zu seiner Kullervo-Sinfonie.

### Erster Erfolg mit Kullervo

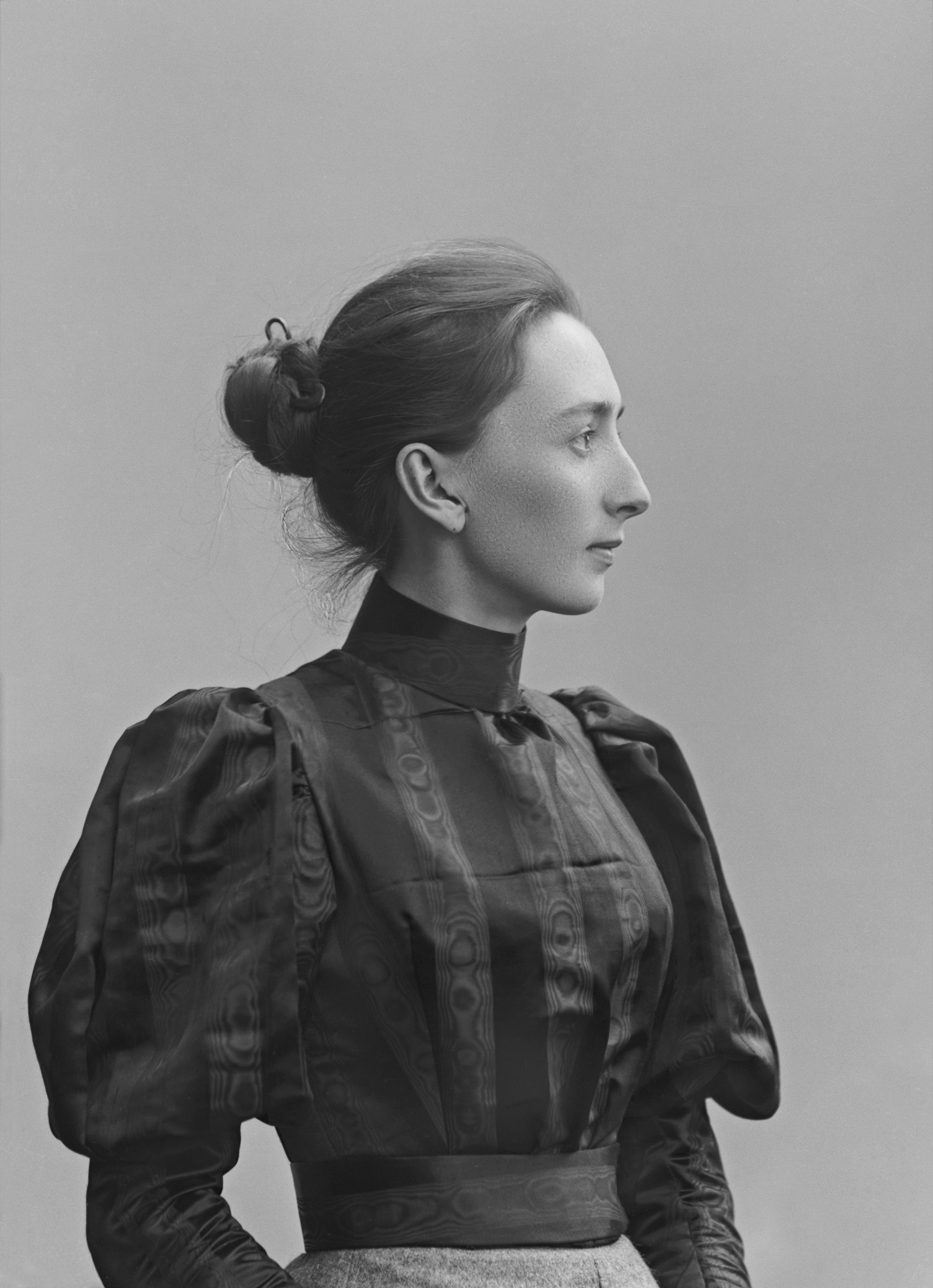
Aino Sibelius um 1891

1891 kehrte er von seinen Studienaufenthalten zurück und begann mit den Kompositionsarbeiten zu Kullervo. Das fünfsätzige Sinfoniewerk basiert auf dem finnischen Nationalepos Kalevala. Die Hauptfigur von Sibelius’ Musik ist Kullervo, der den Tod seines Vaters rächen will. Die Uraufführung des Werkes im April 1892 unter Sibelius’ Leitung machte den Komponisten in Finnland schlagartig bekannt. Drei weitere Aufführungen im März 1893 wurden jedoch zu desaströsen Misserfolgen und führten dazu, dass Sibelius das Werk zurückzog; es wurde erst nach seinem Tod wieder aufgeführt.

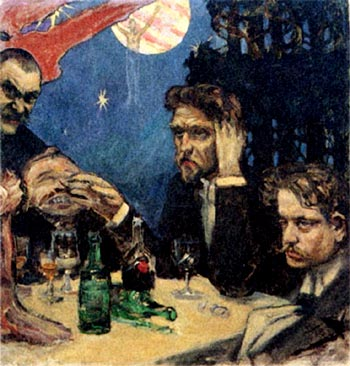
Das „Symposium“ (Skizze für das Gemälde „Probleemi“ bzw. „Kajustaflan“ von Akseli Gallen-Kallela)

Im Jahr 1892 heiratete er Aino. Aus der Ehe gingen sechs Töchter hervor: Eva (1893–1978), Ruth (1894–1976), Kirsti (1898–1900), Katarina (1903–1984), Margareta (1908–1988) und Heidi (1911–1982). Aus Mangel an finanziellen Mitteln finanzierten Aino und Jean Sibelius ihre Hochzeitsreise mit einem Stipendium der Universität. Als Gegenleistung für das Stipendium sollte Sibelius durch Karelien reisen und dort die Sänger von Runen, den gesungenen Versen des Nationalepos Kalevala, aufsuchen und deren Melodien aufschreiben. Sibelius verarbeitete seine Erkenntnisse in seiner Vorlesung Volksmusik und deren Einfluss auf die Tonkunst im Zusammenhang seines Antritts der Stelle als Musikdirektor an Wegelius’ Musikinstitut. Von 1892 bis 1900 unterrichtete Sibelius Theorieklassen und Violinstudenten und wirkte zusätzlich an der Orchesterschule von Robert Kajanus. Im Jahr 1892 komponierte Sibelius En Saga, zu dem er unter anderem auf seiner Heimatreise aus Karelien inspiriert wurde, als er auf einem Teil der Strecke durch die Mondnacht ritt. Anfangs bewohnte die Familie Sibelius im Sommer ihre Stadtwohnung und mietete sich im Winter auf dem Lande ein. Im Jahr 1904 bezog die Familie die 1903/04 entstandene Villa Ainola in der Nähe des Tuusulanjärvi.
Im Jahr 1893 gründeten Sibelius, Akseli Gallen-Kallela und Robert Kajanus im Hotel Kamp mit dem Symposium eine nicht lange bestehende Nachfolgeorganisation der Leskoviter. Ziel des Symposiums war es, den Symbolismus in Finnland zu fördern.
Ein Besuch von Richard Wagners Parsifal während eines Deutschlandaufenthaltes im Sommer 1894 weckte in Sibelius die Idee, Vergleichbares auch in Finnland zu leisten. Erstes Ergebnis war Sibelius’ Oper Die Jungfrau im Turm über eine Jungfrau, die von einem Schlossvogt in einen Turm gesperrt und von der Schlossherrin befreit wird.
Aus Sibelius’ vorherigen, verworfenen Opern entwickelte sich die viersätzige Lemminkäinen-Suite mit der Figur des Lemminkäinen aus dem Nationalepos Kalevala. Von Sibelius’ Komposition wurde der Satz Der Schwan von Tuonela besonders populär. Kritik und Publikum reagierten auf Lemminkäinen begeistert. Sibelius hegte immer wieder Opernpläne, schrieb aber keine weiteren Opern mehr, andererseits aber insgesamt zehn Bühnenmusiken zu Theaterstücken.

### Misserfolg an der Universität
Im April 1897 starb Sibelius’ Schwiegervater, Ende 1897 seine Mutter Maria. Da das Ehepaar Sibelius inzwischen drei Kinder hatte, bemühte sich Sibelius um eine Lehrposition an der Universität. Die dortigen Autoritäten stimmten mit 25 zu 3 Stimmen für Sibelius und gegen Robert Kajanus. Dieser bekam die Stelle dann doch, denn er gab Sibelius die Schuld an der misslungenen Aufführung der Krönungskantate für den russischen Zaren Nikolaus II. und wurde damit sogar beim russischen Staatsminister für Finnland vorstellig.
Nachdem Sibelius mit einer weiteren Kantate zur Magisterpromotion im Jahr 1897 seine Verbundenheit zur Universität bewiesen hatte, bekam er – möglicherweise sogar auf Initiative von Kajanus – auf Antrag des akademischen Rates vom russischen Zaren eine Staatspension zugesprochen.

### Erste Erfolge als Sinfoniker
Kurz darauf vertonte Sibelius das Gedicht Eisgang auf dem Uleå Fluss des Dichters Zacharias Topelius, das ein Symbol für die finnische Unabhängigkeit darstellt. Die aus den wenig später entstandenen Scènes historiques I stammende vaterländische Hymne Finlandia gelangte zu Weltruhm.
Am 26. April 1899 wurde Sibelius’ Sinfonie Nr. 1 e-Moll, op. 39 uraufgeführt und ein großer Erfolg. Im Sommer 1900 überarbeitete Sibelius die Sinfonie; kurz zuvor – im Februar 1900 – war Tochter Kirsti an Typhus gestorben. Sibelius verarbeitete seine Trauer mit der Komposition der Romanze Malincolia.
Der Erfolg der 1. Sinfonie und der Finlandia führten zu durch Spenden finanzierten Konzerten zu der Pariser Weltausstellung und mehreren Zwischenstationen, wo Sibelius beide Werke dirigierte. Während der Konzertreise fand Sibelius nach dem Tod der Tochter Trost im Alkohol. In Stockholm, einer Zwischenstation der Reise, schloss er Freundschaft mit dem schwedischen Komponisten Hugo Alfvén und fand in Wilhelm Stenhammar einen bewundernden Fürsprecher. Sibelius’ Begegnung mit Alfvén führte jedoch zu keinem weiteren Kontakt. Eher mäßigen musikalischen Erfolg für die Sinfonie bedeuteten Zwischenstationen wie Kopenhagen; ferner gab es hier nur zu Carl Nielsen und Louis Glass eher überschaubaren und unharmonischen Kontakt. Dafür wurden die Aufführungen der Sinfonie unter Kajanus’ Leitung im kritischen Berlin ein großer Erfolg. Die Aufführungen am eigentlichen Ziel der Reise, der Pariser Weltausstellung, standen jedoch unter keinem guten Stern. Ein wichtiger Grund war die Entwicklung des Publikumsgeschmacks in Frankreich ab 1815: Gegenüber der favorisierten Oper hatte Instrumentalmusik einen schweren Stand und wurde nur akzeptiert, wenn sie von Ludwig van Beethoven stammte.
Ein anonymer Mäzen ermöglichte Sibelius und seiner Familie im Jahr 1901 einen Aufenthalt im italienischen Rapallo. Da Sibelius vor der Italienreise die Reisekasse drei Monate lang in Berlin vertrank, mussten neue Finanzquellen aufgetan werden. Einen Monat nach der Ankunft erkrankte die sechsjährige Tochter Ruth im März 1901 an Typhus, konnte sich aber wieder erholen. Sibelius brach nach Rom auf, wo seine Sinfonie Nr. 2 D-Dur op. 43 entstand. Auf der Rückreise nach Finnland machte die Familie Sibelius Zwischenstation in Prag, wo Sibelius sich beeindruckt von einem Zusammentreffen mit Antonín Dvořák zeigte. Die Uraufführung der 2. Sinfonie unter Sibelius’ Leitung im März 1902 wurde ein sensationeller Erfolg und musste dreimal wiederholt werden. Auch dieses Werk von Sibelius wurde patriotisch gedeutet. Hoffnungen, den Erfolg der Sinfonie in Berlin ausbauen zu können, erfüllten sich jedoch nicht, da der führende Dirigent Arthur Nikisch zwar zunächst an der Sinfonie Nr. 2 interessiert war, dann aber mit seinem Einsatz für Sibelius zögerte.

### Violinkonzert
Nach seiner Rückkehr aus Berlin wurde Sibelius in den Euterpe, einen Zirkel von Kulturförderern, aufgenommen. Im Jahr 1903 bat Sibelius’ Schwager Arvid Järnefelt den Komponisten um eine Bühnenmusik zu seinem Drama Kuolema, in dem die Hauptfigur Paavali erst an den Tod glaubt, als seine Mutter, seine Frau und seine Kinder sterben. Aus Sibelius’ gemeinsam mit dem Drama vollendeter Bühnenmusik stammt die populäre Valse triste.
In diese Zeit fällt auch Sibelius’ 1903 komponiertes Violinkonzert in d-Moll op. 47. Nach Komplikationen bei Ur- und Erstaufführung – Sibelius hatte die Uraufführung in Helsinki zunächst dem Geiger Willy Burmester versprochen und vertraute diese dann dem Tschechen Viktor Nováček an; ferner verschob Sibelius die auf 1903 angesetzte Berliner Erstaufführung um zwei Jahre, um das Konzert zu überarbeiten – galt das Violinkonzert drei Jahrzehnte lang als misslungen, bis es durch Jascha Heifetz und David Oistrach Eingang in das Standardrepertoire fand. Parallel zur missglückten Aufführung des Violinkonzerts wurde die Sinfonie Nr. 2 auch international zu einem Erfolg. Die Berliner Erstaufführung der Sinfonie im Januar 1905 festigte Sibelius’ Ruf zusätzlich.

### Ainola

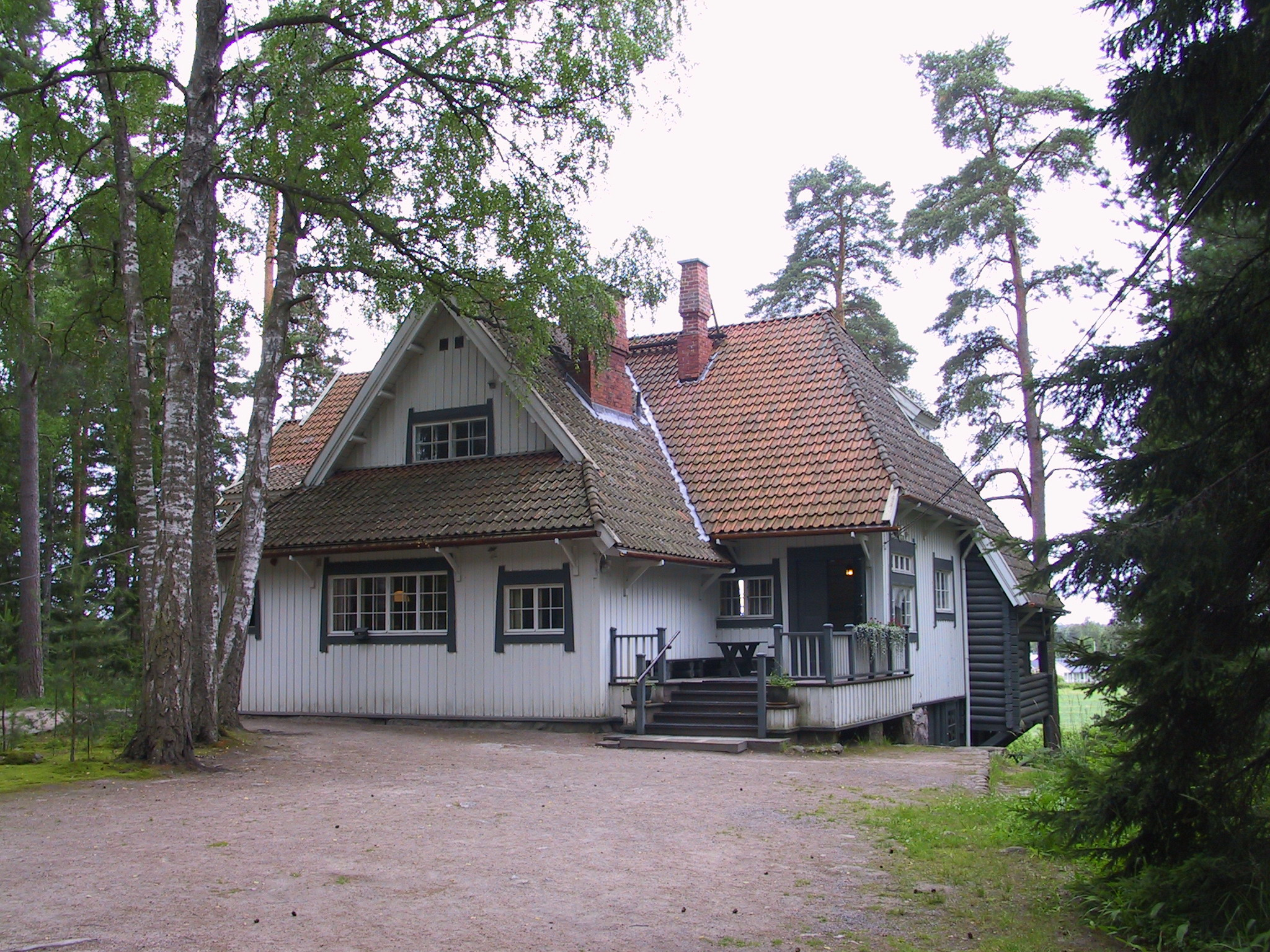
Ainola (Foto von 2007).

Zu dieser Zeit konnte – während des internationalen Siegeszuges der Sinfonie Nr. 2 – die von Architekt Lars Sonck entworfene Villa Ainola bezogen werden, für die sich Sibelius deutlich verschuldet hatte. Die Villa, in deren Nachbarschaft bereits einige Maler wohnten, wurde im Lauf der Zeit zum Treffpunkt diverser Künstler. Mit dem Bezug der Villa ging auch die Anzahl von Sibelius’ Zechgelagen mit seinen Künstlerkollegen zurück. Das erste größere Werk in dieser Zeit war im Frühsommer 1906 die sinfonische Fantasie Pohjolas Tochter, in der der greise Barde Väinämöinen (die Hauptfigur des Kalevala) vergeblich um die Tochter des düsteren Nordlands freit. Etwa zu dieser Zeit, im Juni 1906, musste Schwester Linda endgültig in die Nervenheilanstalt eingewiesen werden. In das Jahr 1907 fällt die Sinfonie Nr. 3 C-Dur op. 52.
Im Herbst 1907 traf Jean Sibelius mit Gustav Mahler zusammen. Die Aufführung von Pohjolas Tochter und der 3. Sinfonie unter Sibelius’ Leitung hatte Mahler um einen Monat verpasst und hörte stattdessen im Konzert vom 29. Oktober 1907 das Frühlingslied und die Valse triste. In einem Brief an seine Frau Alma bezeichnete er das Gehörte als „Kitsch“. Sibelius beschrieb sein Treffen mit Mahler als tiefgreifend; darüber hinaus brachte es jedoch keine Ergebnisse.
Eine Aufführung der 3. Sinfonie unter Sibelius’ Dirigat in Sankt Petersburg wurde ein Misserfolg. Gegenüber zeitgenössischen russischen Komponistenkollegen verhielt sich Sibelius zurückhaltend; zudem reagierte er irritiert, als Kajanus Alexander Glasunow hofierte.

### Gesundheitliche und finanzielle Probleme
Schon in Sankt Petersburg hatte sich durch Sibelius’ Tabakkonsum ein Halstumor entwickelt, der – als die konventionelle Pinselbehandlung nicht anschlug – in Berlin schließlich operativ entfernt werden musste. In der Folge konsumierte Sibelius ab 1908 für die nächsten sieben Jahre keinen Tabak und keinen Alkohol mehr. Zusätzlich hatte Sibelius’ aufwändiger Lebensstil – zusätzlich zu den Schulden für Ainola und den laufenden Kosten für das Personal – eine hohe finanzielle Belastung dargestellt, auf die Aino mit Depressionen und Nervenzusammenbrüchen reagierte.
Parallel dazu unternahm Sibelius von 1905 bis 1909 drei Reisen nach England, die ihn mit der Unterstützung seines Komponistenkollegen Granville Bantock zum meistgespielten zeitgenössischen Komponisten in England und Amerika machten. Im Jahr 1906 entstand Sibelius’ Streichquartett Voces intimae.
Eine Reise zum Koli Ende September 1909 inspirierte Sibelius zu seiner Sinfonie Nr. 4 a-Moll op. 63. Bedrückt u. a. durch die finanziellen Sorgen und den daraus resultierenden Geisteszustand seiner Frau entwickelte Sibelius eine gewisse Vorausschau auf den Tod. Im Jahr 1911 machte die Geburt der sechsten Tochter Heidi einen Ausbau von Ainola erforderlich. Auf dem europäischen Festland fielen die Reaktionen auf die 4. Sinfonie verhalten aus; viel Anklang fand sie jedoch in England und Amerika. Für Sibelius hatte die Sinfonie auch noch Jahrzehnte später eine Sonderstellung.
Erneute Pläne zur Komposition einer Oper zerschlugen sich jedoch. Stattdessen entstanden bald darauf u. a. die Scènes historiques II und Die Jagd. Die Jahre 1911 bis 1913 waren eine Zeit ungeheurer Schaffenskraft, der eine Ehrendoktorwürde der Universität Helsinki, das Angebot einer Professur in Wien sowie eine Einladung in die USA folgten. Sibelius’ sechswöchiger USA-Aufenthalt war von Horatio Parker initiiert worden, im Mai 1914 traf Sibelius in New York ein und wurde von Carl Stoeckel empfangen. Sibelius lernte in Amerika ein reich entwickeltes Musikleben mit Komponisten wie Horatio Parker, Henry Kimball Hadley, John Knowles Paine und George Chadwick kennen. Für das Norfolk Festival schrieb er Die Okeaniden, er selbst bekam von der Yale University die Ehrendoktorwürde verliehen.

### Erster Weltkrieg
Bei Sibelius Rückkehr aus den USA brach der Erste Weltkrieg aus. Dieser machte eine für 1915 geplante USA-Tournee unmöglich, die alle Schulden des Komponisten hätte tilgen können. Finnland war musikalisch vom Ausland isoliert. In dieser Zeit neigte sich Sibelius’ Enthaltsamkeit vom Alkohol ihrem Ende entgegen. Die einzige Auslandsreise des Komponisten während der Kriegsjahre führte ihn nach Schweden, wo er – in Göteborg – die 2. und die 4. Sinfonie sowie die Okeaniden dirigierte.
Ein erfreuliches Ereignis war der Festakt zu seinem 50. Geburtstag am 8. Dezember 1915, zu dessen Anlass Robert Kajanus eine überschwängliche Lobesrede auf Sibelius hielt. Weniger angetan war Sibelius von der Uraufführung der Sinfonie Nr. 5 Es-Dur op. 82, mit deren Komposition er bereits 1912 begonnen hatte. Unzufrieden mit dem Werk, überarbeitete er es noch zweimal. Mit dieser dritten Fassung fanden die Arbeiten der Sinfonie im April 1919 ihren Abschluss.
Inzwischen erschien es zumindest möglich, dass das anfangs siegreiche Russland nach mehreren Niederlagen den Krieg verlieren könnte, was für Finnland die Unabhängigkeit von Russland bedeuten würde. In dieser Zeit schrieb Sibelius den patriotischen Jägermarsch.
Mit der russischen Februarrevolution 1917 begann der Bürgerkrieg in Finnland. Es standen sich das schwedischsprachige Bürgertum, das mit Deutschland sympathisierte, und das finnischsprachige Proletariat, das mit dem revolutionären Russland sympathisierte, gegenüber. Die Kämpfe erreichten Ainola; Robert Kajanus erwirkte einen Geleitbrief für Sibelius und seine Familie und verhalf ihnen somit zur Flucht. Die Familienmitglieder kamen in drei Unterkünften unter, Sibelius selbst in der Nervenheilanstalt, in der sein Bruder Kitty als Oberarzt arbeitete. Dort komponierte er die Kantaten Das eigene Land, Das Lied der Erde und Die Hymne von der Erde. Auch setzte er die Arbeit an seiner 5. Sinfonie fort. Im September 1918, als sich das Ende des Krieges andeutete, gaben die Berliner Philharmoniker ein Finnisches Konzert mit Werken unter anderem von Sibelius, wie dem Gesang der Athener und dem Jägermarsch.

### Nach dem Ersten Weltkrieg
Während Sibelius in den Jahren nach dem Krieg an der endgültigen Fassung der 5. Sinfonie arbeitete, wurde er, während Komponistenkollegen und auch Bruder Kitty verstarben und Schwester Linda nicht mehr aus der Nervenheilanstalt entlassen werden konnte, von der Angst gequält, durch ein eigenes frühes Ende geplante Werke nicht mehr vollenden zu können.
Er unternahm diverse Reisen, wie zum Beispiel nach England, Norwegen, Schweden und Italien wie auch nach Kopenhagen zum Nordischen Musikfest 1919. Auf den Reisen kam es zu letzten Treffen mit Weggefährten wie Knut Hamsun und Ferruccio Busoni.
Im November 1919 dirigierte er die Uraufführung seiner Sinfonie Nr. 5.
Nach anfänglichem Interesse lehnte er eine Berufung an die 1921 gegründete und von Kodak-Gründer George Eastman finanzierte Musikschule in Rochester im Bundesstaat New York ab, weil er an seinen pädagogischen Fähigkeiten sowie an seinen Englischkenntnissen zweifelte. Während Sibelius’ internationale Erfolge seinen Status als Nationalheld in Finnland festigten und er zahlreiche Denkmäler und Auszeichnungen bekam, verschlimmerte sich sein Tremor, den er mit erhöhtem Konsum von Whiskey und Zigarren zu mildern versuchte.
Im Jahr 1922 starb Sibelius’ geliebter Bruder Christian, genannt Kitty, nach einer mehrere Monate langen Anämie. Sibelius fühlte sich durch den Verlust wie gelähmt, arbeitete aber weiter.
In dieser Zeit vollendete Sibelius nach einigen Jahren, in denen nur kleinere Werke entstanden waren, im September 1922 die Sinfonie Nr. 6 d-Moll op. 104. Die finnische Uraufführung der Sinfonie im Jahr 1923 verlief durchwachsen, während die Sinfonie im Ausland deutlich freundlicher aufgenommen wurde.
Ab dem Jahr 1923 gingen Sibelius’ Tagebucheinträge deutlich zurück. Im Jahr 1926 unternahm er seine letzte Konzertreise und dirigierte sein letztes Sinfoniekonzert; im Jahr 1931 beendete Sibelius sein kompositorisches Schaffen. Im April 1923 verpasste Sibelius die letzte Gelegenheit, seinen schwerkranken Freund Busoni zu besuchen; der Italiener, der sich bis zuletzt für Sibelius’ Werk eingesetzt hatte, starb ein Jahr später. Ehefrau Aino wiederum hatte wiederholt mit Sibelius’ alkoholbedingten Eskapaden zu kämpfen. Sibelius wiederum flüchtete sich in den Alkohol, als alle Einnahmen nicht ausreichten, die Kredite zu tilgen.
Zu Sibelius’ Spätwerk gehören die 7. Sinfonie C-Dur op. 105, die sinfonische Dichtung Tapiola sowie seine letzten Werke op. 113 und op. 114 (komponiert um 1929), eine freimaurerische Ritualmusik für die Loge Suomi Lodge No. 1 in Helsinki, der er seit dem 18. August 1922 angehörte, sowie Cinq Esquisses für Klavier und die ebenfalls im Jahr 1929 komponierten sieben Stücke für Klavier und Violine op. 115 und op. 116.
Bei ihrer Uraufführung im Jahr 1924 in Stockholm stieß die Sinfonie Nr. 7 auf viel Bewunderung.
Zu Sibelius’ 60. Geburtstag im Jahr 1925 erschien Präsident Lauri Kristian Relander in Ainola und ehrte den Komponisten mit dem Finnischen Orden der Weißen Rose. Sibelius’ Staatspension wurde verdreifacht; Landsleute des Komponisten sammelten bei einer Sammelaktion knapp 300.000 Mark für Sibelius. Zum Festkonzert im Dezember unter dem Dirigat von Kajanus erschien Sibelius nicht.
Im März 1926 reiste Sibelius mit einem Jugendfreund das letzte Mal nach Italien; im September 1927 folgte in Kopenhagen sein letzter Auslandsauftritt. Weit mehr Begeisterung als in Kopenhagen fand Sibelius immer noch in den USA, wo er Sergei Kussewizki die Uraufführung einer Achten Sinfonie in Boston versprechen musste. Die Uraufführung von Tapiola im Dezember 1926 in New York unter Walter Damrosch fiel zunächst verhalten aus; erst sechs Jahre später stellte sich der Erfolg unter Kussewitzki ein.
Im Januar 1927 reiste Sibelius mit Aino nach Paris; auf dem Rückweg machte das Ehepaar Zwischenstation in Berlin. In Berlin wurde eine Aufführung des Violinkonzerts unter Sibelius als Dirigent geplant, was aber an der Kritik am Konzert scheiterte.
Im selben Jahr war Sibelius auch erstmals schuldenfrei, wodurch sich auch die Beziehung zu Aino entspannte. Andererseits musste Sibelius im Februar den Tod seines Freundes Wilhelm Stenhammar verarbeiten.
Anfang der 1930er Jahre entstanden unter Kajanus die ersten Schallplattenaufnahmen von Sibelius’ Musik.

### Achte Sinfonie
Ab dem Frühjahr 1931 konzentrierte sich Sibelius auf die Kompositionsarbeiten zu einer Achten Sinfonie. Das Manuskript machte Fortschritte und die Uraufführung wurde für Oktober 1932 in Boston festgesetzt; doch trotz großem Optimismus, mehrfacher Anläufe und Kussewitzikis immer drängenderen Rufen nach der versprochenen Uraufführung in Boston gelang Sibelius keine druckfertige Fassung der Sinfonie.
Möglicherweise sah Sibelius sich nicht in der Lage, seinen in kleineren Kompositionen entwickelten Spätstil auf die Form der Sinfonie zu übertragen. Mitte der 1940er Jahre verbrannte Sibelius das Manuskript der Sinfonie und war, wie Aino berichtete, hinterher erleichtert.

### Zweiter Weltkrieg
Von der deutschen NS-Regierung ab 1933 wurde Sibelius musikalisch instrumentalisiert und bekam unter anderem zu seinem 70. Geburtstag im Jahr 1935 die Goethe-Medaille mit einer von Adolf Hitler unterzeichneten Urkunde zugesandt. Trotz Wissens um die Judenverfolgung nahm Sibelius die Ehrung an, bekannte sich aber entgegen der Behauptung des Sibelius-Gegners Theodor W. Adorno niemals zum Dritten Reich. Um 1930 hatte Sibelius gemeinsam mit Aino zwar mit der Lapua-Bewegung, einer außerparlamentarischen, rechtsradikalen Opposition aus Österbotten sympathisiert, sich dann aber distanziert, als diese zu politischen Morden sowie der Entführung eines ehemaligen Staatspräsidenten überging.
Nach dem Überfall der Sowjetunion auf Finnland am 30. November 1939 im Rahmen des Zweiten Weltkrieges kehrte die Familie Sibelius nach vorübergehenden Abwesenheiten im Sommer 1941 endgültig nach Ainola zurück. Als Finnen an der Seite deutscher Truppen gegen die Sowjetunion marschierten, befürwortete Sibelius dies unter anderem aus Angst vor dem Bolschewismus, ohne aber deswegen mit der Ideologie NS-Deutschlands zu sympathisieren.
Zum Völkermord äußerte sich Sibelius nicht; in einem Tagebucheintrag von 1943 wundert er sich selbst darüber, warum er in der Vergangenheit den „Arierparagraphen“ ernst genommen hatte.

### Nach dem Zweiten Weltkrieg

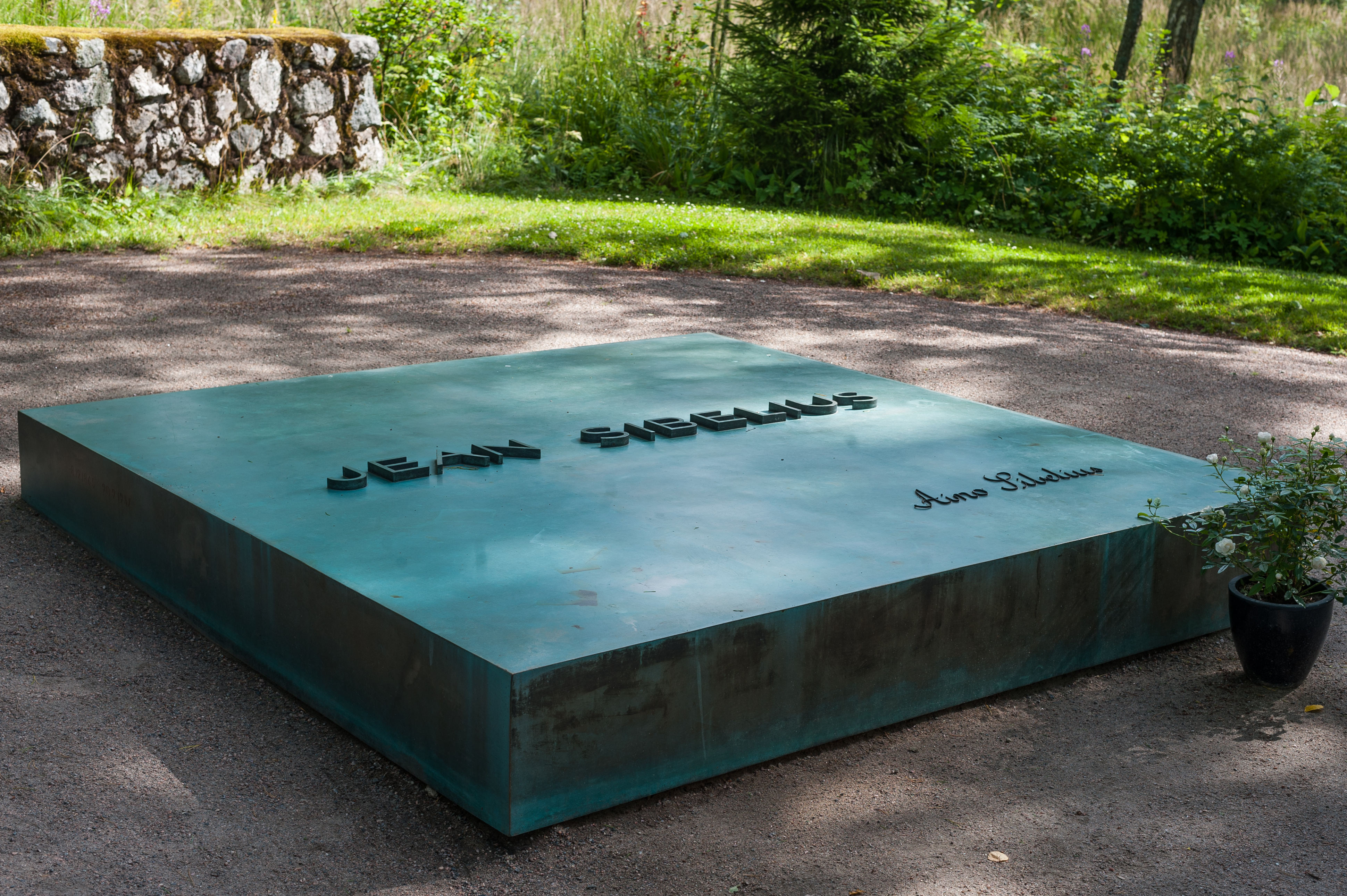
Grab von Jean und Aino Sibelius

Nach dem Zweiten Weltkrieg wurde Sibelius auf Grund seiner Instrumentalisierung durch die NS-Regierung nur von wenigen deutschen Dirigenten gespielt. Seine Beliebtheit bei britischen und amerikanischen Dirigenten blieb auch weiterhin ungebrochen; die ersten Komponisten und Dirigenten aus der Sowjetunion interessierten sich für Sibelius’ Musik. In seiner Heimat Finnland beeinflusste Sibelius das sinfonische Schaffen der nachfolgenden Komponistengenerationen.
Am 20. September 1957 starb Jean Sibelius in Ainola. Todesursache war eine Gehirnblutung.

## Mitgliedschaften und Ehrungen

Sibeliusdenkmal in Helsinki

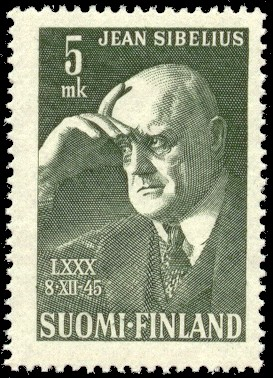
Finnische Briefmarke zu Sibelius’ 80. Geburtstag 1945

Sibelius war eines der Gründungsmitglieder der ersten Freimaurerloge in Finnland, Suomi loosi No. 1.
1923 wurde Sibelius zusammen mit Ferruccio Busoni, Maurice Ravel und Igor Strawinsky zum ersten Ehrenmitglied der International Society for Contemporary Music ISCM (Internationale Gesellschaft für Neue Musik) gewählt.
Im Jahr 1929 erhielt Sibelius die Ehrenmitgliedschaft der Londoner Royal Philharmonic Society. Nach ihm ist die Sibelius-Akademie in Helsinki benannt.
Am 8. Dezember 1935 wurde Jean Sibelius mit der Goethe-Medaille für Kunst und Wissenschaft ausgezeichnet.
1937 wurde er als Ehrenmitglied in die American Academy of Arts and Letters und 1941 in die American Academy of Arts and Sciences gewählt. Die Königliche Akademie der Wissenschaften und Schönen Künste von Belgien nahm ihn 1947 als assoziiertes Mitglied auf.
Sibelius zu Ehren stiftete die finnische Wihuri Foundation for International Prizes 1953 den Wihuri Sibelius Prize, den sie ihm auch als erstem Preisträger verlieh.
Die von 1986 bis zur Einführung des Euro umlaufende Banknote zu 100 Finnmark trägt sein Porträt. Anlässlich seines 150. Geburtstages gab die Finnische Zentralbank im Januar 2015 eine mit Baumwipfeln und einem Sternenhimmel versehene 2-€-Gedenkmünze aus.
In Favoriten, dem 10. Wiener Gemeindebezirk, wurde die Sibeliusstraße, in welchem sich auch eine gleichnamige Polizeiinspektion befindet, nach dem Komponisten benannt.
Das Notensatzprogramm Sibelius trägt den Namen des Komponisten.
Der am 12. September 1936 von Yrjö Väisälä entdeckte Asteroid (1405) Sibelius wurde nach ihm benannt, im Jahr 1985 der Merkurkrater Sibelius und 1960 der Sibelius-Gletscher auf der Alexander-I.-Insel in der Antarktis. Zudem tragen die Finlandia Foothills auf derselben Insel seit 1970 den Namen einer seiner Kompositionen.
Das Sibeliusdenkmal in Helsinki, geschaffen von der Bildhauerin Eila Hiltunen, umgangssprachlich als „Orgel aus Stahlrohren“ bezeichnet, führte nach seiner Enthüllung 1967 zu Protesten, weil der Geehrte selbst nicht dargestellt ist. Daher musste die Künstlerin eine Büste nachliefern, die überlebensgroß und silbermetallisch auf einer danebenliegenden Felskante aufgestellt wurde. Das Gesamtensemble im Sibeliuspark entwickelte sich zum meistfotografierten Objekt von etwa 400 Skulpturen in Helsinki.

## Bedeutung
Sibelius gilt als einer der bedeutendsten Komponisten Finnlands und ist einer der wenigen, die über die Grenzen ihrer Heimat hinaus berühmt wurden. Im deutschsprachigen Raum ist er vor allem durch sein Violinkonzert d-Moll op. 47 sowie seine sinfonischen Dichtungen bekannt, in denen er u. a. Themen aus der finnischen Sagenwelt und Mythologie verarbeitete, wie z. B. aus dem Nationalepos Kalevala. Am bekanntesten ist die Lemminkäinen-Suite op. 22. Weniger bekannt, aber ebenso bedeutsam ist die Tondichtung für Solostimme (Sopran) und Orchester Luonnotar op. 70, in der die sagenumwobene Entstehung der Welt besungen wird. Aus der Bühnenmusik zu dem Schauspiel von Arvid Järnefeld Kuolema (Der Tod) stammt der weltberühmte Walzer Valse triste. Die Tondichtung Finlandia entspringt dem 6. Tableau seiner 1899 komponierten Pressemusiken. Mit ihnen leistete Sibelius seinen musikalischen Beitrag zur Identität des sich aus russischer Vorherrschaft befreienden Finnland. Die Karelia-Suite op. 11 ist eine populäre Fassung seiner gesamten Karelischen Musik ohne Opuszahl. Von großer Bedeutung sind aber auch seine sieben Sinfonien, in denen er, anfangs noch von Spätromantik und finnischer Volksmusik beeinflusst, zu seinem eigenen orchestralen Stil findet. Dieser Stil zeichnet sich durch vorherrschende Transparenz trotz hoher musikalischer Dichte, Schroffheit, eigenwillige Rhythmik und melodisches Pathos aus.

## Bewertung
Im Gegensatz zu den angelsächsischen Ländern waren Sibelius’ Sinfonien in Deutschland lange Zeit fast unbekannt. Die 1960er Jahre brachten jedoch eine rasche Wende, vor allem durch
- die Gesamteinspielung unter Leonard Bernstein mit den New Yorker Philharmonikern,
- die Gesamtaufnahme der Wiener Philharmoniker unter der Leitung von Lorin Maazel,
- die Aufnahmen unter Herbert von Karajan mit den Berliner Philharmonikern.[129]

In Reclams Konzertführer wurden noch bis 1982 lediglich die beiden ersten Sinfonien aufgeführt. Dort heißt es: „Das Wenige, was von Sibelius bei uns heimisch wurde, kennzeichnet ihn als eine der wesentlichen Erscheinungen um die Jahrhundertwende. Seine Musik wirkt stark, gesund, schwerblütig. Herbe Farbgebung und Melodik (Motivik!), eigenwillige monotone Rhythmik und edles Pathos, das sind einige ihrer hervortretenden Eigenschaften. Ihre anziehendsten Wirkungen erwachsen aus der sympathischen Menschlichkeit und aus der Heimatliebe des Tondichters, der nicht müde wurde, im Einklang mit der Natur ihre dunklen Schönheiten zu besingen.“
Musikwissenschaftler wie Tomi Mäkelä und Joachim Brügge wiesen nach, dass Sibelius zeitlebens bemüht war, an der Schwelle zur Moderne einen ganz eigenen kompositorischen Stil zu entwickeln, um die klassische Konzeption der Sinfonie zu erweitern. Es ging ihm darum, die tonalen Strukturen aufzubrechen, um sie bis an ihre Grenzen auszuloten. Sein Ziel war es aber nicht, die tonalen Strukturen neu zu ordnen wie die Zwölftöner oder völlig in Atonalität aufzulösen. Damit stellte er sich gegen konkurrierende, zunächst vor allem im mitteleuropäischen Raum beheimatete Strömungen und formulierte seine Position in einem Brief an Rosa Newmarch aus dem Jahr 1911: „Meine Musik hat nichts, absolut nichts von Zirkus; was ich zu bieten habe, ist klares, kaltes Wasser.“ Daneben in einem Brief an Axel Carpelan von 1918: „Ich bin ein Sklave meiner Themen.“ In einem Tagebucheintrag von 1910 bezeichnet Sibelius seine Sinfonien als „Glaubensbekenntnisse“.
Sibelius arbeitete sich auch am „gattungshistorischen“ Gegensatz von absolut-musikalischer Sinfonie und sinfonischer Dichtung ab. Insbesondere in seiner Lemminkäinen-Suite op. 22 kommt dieser Gegensatz zur Wirkung. Sie ist rein musikalisch eher eine sinfonische Dichtung, mit ihrem viersätzigen Aufbau und ihrer harmonischen Ausgestaltung aber zugleich wie eine Sinfonie gehalten. Auch in der Kullervo-Sinfonie op. 7, seiner „Nullten“, erhält dieser Kontrast formale Gestalt. Im dritten und fünften Satz sind darüber hinaus zwei Solostimmen (Mezzosopran und Bariton) sowie ein Männerchor eingebaut.
Aus oft sehr kurzen motivischen Zellen, Intervallstrukturen und flächigen Ausarbeitungen gelingt es Sibelius, seine großen Orchesterwerke in einer harmonischen Einheit vom ersten bis zum letzten Takt zu konstruieren und zu entwickeln. Dabei sieht er sich in jeder seiner sieben vollendeten Sinfonien vor eine neue Aufgabe gestellt. Die Gesamtentwicklung seiner Sinfonien reicht von ausladenden spätromantischen Klängen in seiner Ersten und Zweiten noch in klassischer Viersätzigkeit bis zur konzentrierten, geballten Form seiner Siebenten in ausgewiesener Einsätzigkeit.
Die erste Sinfonie in e-Moll op. 39 und die zweite Sinfonie in D-Dur op. 43 leben ganz von ihrem final ausgerichteten Charakter mit einer emphatischen Coda im Schlusssatz. Thematisch stringent ausgearbeitete und auf Steigerung bedachte Anfangssätze, verrätselt lyrische, langsame Sätze und temporeiche Scherzi führen in logischer Konstruktion auf das Finale zu.
In seiner dritten Sinfonie in C-Dur op. 52 erweist sich Sibelius als ein Suchender in der sinfonischen Form. Der Neoklassizismus ist unüberhörbar, wird von ihm aber nicht weitergeführt.
Die vierte Sinfonie in a-Moll op. 63 tritt den Beweis an, dass es Sibelius nie um eine romantisierende Darstellung nordischer Landschaften ging. In ihr zeigt sich das Ringen des Komponisten, persönliche Gefühlswelten mit tonalen Klangformen in Übereinstimmung zu bekommen. Im Tritonus, der als Motiv die vier Sätze durchzieht, findet er thematisch die gesuchte Verbindung.
Die fünfte Sinfonie in Es-Dur op. 82 ist noch einmal eine Reminiszenz an die klassische sinfonische Konstruktion mit wiederum finaler Ausrichtung, wobei jedoch der erste und zweite Satz durch eine thematisch verwobene Klimax ineinander übergehen. Das Thema des Finales ist eine der bekanntesten Melodien aus Sibelius’ Schaffenskomplex. Die Fünfte war Sibelius’ schwierigste Schöpfung. Sie kennzeichnet seine kompositorische Krise während des Ersten Weltkrieges. Sie zeigt zugleich prägnant den Wendepunkt im sinfonischen Schaffen zwischen Klassik und Moderne, sofern die traditionsgemäße Sinfonie in der Fortentwicklung seinerzeit überhaupt noch Platz hatte.
In der sechsten Sinfonie in d-Moll op. 104 grenzt Sibelius den Klang der reinen Klassik, den er noch in der Dritten auszufeilen versucht hatte, gegen die Last zu hoher dramatischer Aufgeladenheit und zu komplex-polyphoner Strukturen ab. Ätherische Wehmut, gehalten im Klang einer alten Kirchentonart (Dorisch), und hymnische Streicherklänge wechseln mit den für Sibelius typisch rhythmischen Passagen und überraschenden eruptiven Bläserklängen.
Diesen Stil verfeinert er weiter in seiner siebten Sinfonie in C-Dur op. 105. In ihr wird das gesamte harmonische musikalische Material in einem weit gespannten, rhapsodisch anmutenden Satz gebündelt, der sich in drei gewaltigen, thematisch einheitlichen Eruptionen formale Struktur verschafft. Ganz am Ende taucht wie eine wehmütige Reminiszenz das walzerartige Thema seines Valse triste auf, um die Sinfonie nach nur gut zwanzig Minuten im crescendierenden C-Dur ausklingen zu lassen.

## Werke
- Frühe Kammermusikwerke, u. a. mehrere Klaviertrios (1883–1888), zwei Streichquartette (1885, 1889) und ein Klavierquintett (1890)
- Streichquartett op. 4 in B-Dur (1890)
- Kullervo, Sinfonie für Sopran, Bariton, Chor und Orchester op. 7 (1892)
- En Saga, Sinfonische Dichtung op. 9 (1892)
- Karelia-Suite, Suite für Orchester op. 11 (1893)
- Klaviersonate in F-Dur, op. 12 (1893)
- Rakastava (Der Liebende), Suite für Streichorchester op. 14 (1893)
- Skogsrået (The Woodnymph / Die Waldnymphe), Sinfonische Dichtung für Orchester op. 15 (1894)
- Frühlingslied op. 16
- 4 Legenden (oder Lemminkäinen-Suite), Vier Stücke aus „Kalevala“ – Sinfonische Dichtungen für Orchester (I. Lemminkäinen und die Mädchen auf Saari; II. Der Schwan von Tuonela; III. Lemminkäinen in Tuonela; IV. Lemminkäinen zieht heimwärts) op. 22 (1895/96; 1954 vollständig gedruckt, 1956 in Deutschland vollständig gespielt)
- Die Jungfrau im Turm, Oper (1896), Libretto: Rafael Hertzberg (1845–1896)
- Kung Kristian (König Christian), Suite aus der Bühnenmusik für Orchester op. 27 (1898)
- Finlandia, Sinfonische Dichtung für Orchester op. 26 (1899), letzter Teil der „Press Celebrations Music“. Der Choralteil (gegen Schluss) existiert auch einzeln als Chorsatz mit einem finnischen patriotischen Text. Auch außerhalb Finnlands beliebt, wird die Melodie zu verschiedenen christlichen Texten gesungen; unter dem Titel „Land of the Rising Sun“ wurde sie als Nationalhymne des kurzlebigen westafrikanischen Staates Biafra verwendet.
- Snöfrid für Sprecherin, Chor und Orchester op. 29 (1899)
- Demanten på Marssnön (Der Diamant auf dem Märzschnee) op. 36[132]
- Romanze op. 42 für Streichorchester
- Valse triste aus Kuolema für Orchester op. 44 (1904)
- Die Dryade op. 45,1; Tanz-Intermezzo op. 45,2
- Pelleas und Melisande (Suite), Suite aus der Bühnenmusik für Orchester op. 46 (1905)
- Konzert für Violine und Orchester d-Moll op. 47 (1903/05), UA: 1905 Berlin, Dirigent: Richard Strauss
- Pohjolan tytär (Tochter des Nordens), Sinfonische Dichtung für Orchester op. 49 (1906)
- Belsazars Gastmahl op. 51
- Pan und Echo op. 53a
- Svanevit (Schwanweiß), Suite aus der Bühnenmusik für Orchester op. 54 (1908)
- Öinen ratsastus ja auringonnousu (Nächtlicher Ritt und Sonnenaufgang), Sinfonische Dichtung für Orchester op. 55 (1909)
- Streichquartett d-Moll (Sibelius) Voces intimae op. 56 (1909)
- In memoriam op. 59
- Canzonetta op. 62a; Valse romantique op. 62b
- Der Barde, Sinfonische Dichtung für Orchester op. 64 (1913/14)
- Serenade Nr. 2 g-Moll op. 69b
- Luonnotar, Sinfonische Dichtung für Sopran und Orchester op. 70 (1913)
- Scaramouche op. 71, Musik zu der tragischen Pantomime von Poul Knudsen
- Aallottaret (Die Okeaniden), Sinfonische Dichtung für Orchester op. 73 (1914)
- Sonatine E-Dur für Violine und Klavier op. 80
- Drei Klavierstücke op. 96
- Suite mignonne op. 98a; Suite champêtre op. 98b
- Stormen (Der Sturm), 35-teilige Bühnenmusik zum gleichnamigen Schauspiel von William Shakespeare für Orchester, Singstimmen und Chor op. 109 (1925), Uraufführung 1926 im königlichen Theater Kopenhagen
- Intrada für Orgel op. 111a
- Tapiola, Sinfonische Dichtung für Orchester op. 112 (1926)
- Suite H-Dur für Violine und Streichorchester op. 117 (1929)
- viele Lieder und Klavierstücke
- Andante Festivo für Streicher und Pauken (1939)

Seine Lieder machte Aulikki Rautawaara bekannt.
Ende 2015 brachte die Deutsche Grammophon eine Box mit 14 von prominenten Orchestern eingespielten CDs heraus, auf denen u. a. sämtliche Sinfonien und eine Vielzahl anderer Werke interpretiert werden, teilweise in historischen Aufnahmen (Herbert von Karajan und andere).

### Sinfonien
- 1. Sinfonie in e-Moll, op. 39 (komponiert 1898). UA 26. April 1899 unter Leitung des Komponisten
- 2. Sinfonie in D-Dur, op. 43. UA 8. März 1902 unter Leitung des Komponisten in Helsinki
- 3. Sinfonie in C-Dur, op. 52 (komponiert 1904–1907; Granville Bantock gewidmet, UA 25. September 1907 unter Leitung des Komponisten in Helsinki)
- 4. Sinfonie in a-Moll, op. 63. UA 3. April 1911 unter Leitung des Komponisten
- 5. Sinfonie in Es-Dur, op. 82. UA der ersten Fassung 8. Dezember 1915 Helsinki. – Revidierte Fassungen (1916 und 1919)
- 6. Sinfonie in d-Moll, op. 104 (komponiert 1918–1923). UA Februar 1923 Helsinki
- 7. Sinfonie in C-Dur, op. 105 (begonnen 1914, vollendet 2. März 1924). UA 24. März 1924 unter Leitung des Komponisten in Stockholm
- 8. Sinfonie (angeblich 1929 vollendet und vernichtet)

## Film
- Musik einer Landschaft, Der Komponist Jean Sibelius, Ein Film von Vera Botterbusch, 45 Min. BR 1986

### Biographien
- www.sibelius.fi – Viele Informationen zu Leben und Werk
- Sibeliusmuseum in Turku (englisch)

### Radiobeiträge
- „Vergiss nicht das Pathos im Leben!“ Jean Sibelius zum 50. Todestag. (Memento vom 12. Februar 2013 im Webarchiv archive.today) SWR, 17.–21. September 2007, Radio-Essay in 5 Teilen